# Reinildis van Ditzhuyzen
Reinildis van Ditzhuyzen (Arnhem, 23 maart 1948) is een Nederlandse historica en schrijfster. Zij is vooral bekend door haar boeken over etiquette en omgangsvormen ('De Dikke Ditz - Hoe hoort het eigenlijk?') en de geschiedenis van het Huis van Oranje.

## Levensloop
Van Ditzhuyzen is geboren en getogen in Arnhem. Na haar diploma gymnasium-alpha aan het Arnhemse Gymnasium studeerde zij geschiedenis in Nijmegen, Wenen en Barcelona. In Wenen was zij lid van een vooraanstaand koor – als zodanig zong zij in de Weense Staatsopera en op de Salzburger Festspiele. Aansluitend volgde zij postdoctoraal onderwijs aan het Europacollege te Brugge (1974) en het Salzburg Seminar of American Studies.
Na haar studie begon Van Ditzhuyzen als beleidsmedewerker bij het Ministerie van Onderwijs waar zij zich richtte op internationale wetenschappelijke samenwerking bij onder meer de EU, OESO, NAVO en VN (1974-1977). Van 1977-1984 werkte Reina (zoals ze toen genoemd werd) van Ditzhuyzen als beleidsmedewerker bij VNU Uitgeverij/Nieuwe Media. Vanaf 1977 begeleidde zij tevens academische reizen in heel Europa, onder meer in landen achter het IJzeren Gordijn. Dit zou zij blijven doen tot 1997. Als journaliste en columniste schrijft Van Ditzhuyzen sinds 1987 regelmatig bijdragen in diverse kranten en tijdschriften, onder meer in de Staatscourant, NRC Handelsblad en Museumtijdschrift Vitrine.
Van Ditzhuyzen is auteur van een aantal cultuurhistorische boeken. Regelmatig treedt zij op voor de Nederlandse radio en televisie. Verder treedt zij bij buitenlandse televisiezenders op als deskundige, vooral over achtergrond en actualiteit van Europese monarchieën, onder meer bij de Duitse ARD, WDR, ZDF en ARTE.
In 2012 werkte Van Ditzhuyzen mee aan de tentoonstelling Dutch Design-Huis van Oranje in Slot Oranienbaum. Zij schreef de zaal-, catalogus- en audioteksten (die zij ook insprak). In 2020 ontving ze in haar woonplaats Zutphen een Oostenrijkse onderscheiding, het Ereteken van Verdienste voor de Republiek Oostenrijk.

## Publicaties

### Boeken
- 1968: HELP! English basic words (3de druk)
- 1977: Onderwijs als opdracht. Leven en werk van de eerste vijftien ministers belast met het onderwijs 1789-1830
- 1979: Het Huis van Oranje. Prinsen Stadhouders, Koningen en Koninginnen (3de aangevulde en gewijzigde druk 1997)
- 1987: Italiaanse eilanden. De 41 kleine eilanden van Italië (2de herschreven druk 1997)
- 1992: Oranje-Nassau. Een biografisch woordenboek (3de uitgebreide druk 2004) Dit boek bevat 272 korte biografieën van (Oranje-)Nassaus, hun echtgenoten en hun afstammelingen. Ieder lemma bevat de volgende gegevens: volledige naam van de betrokkene; de namen van zijn/haar ouders; geboorte- en /of sterfdata en -plaatsen; huwelijkspartners met geboorte- en sterfjaar; levensbeschrijving; opgave van bronnen en literatuur. Stambomen alsmede een zeer uitgebreid register complementeren het boek.
- 1994: Gloppengids van Vlieland (2de druk 2004)
- 1995: Praag – cultuurhistorische wandelingen
- 1996: Koetsen, klerken en 30 karbonaadjes. Herinneringen van de Leidse notarisdochter Dorothea Coebergh
- 1997: Italiaanse eilanden. De 41 kleine eilanden van Italië
- 2002: Heerenhuizen die den stand niet ontsieren. Portret van het Haagse Nassaukwartier (3de herziene en uitgebreide uitgave)
- 2002: De Oranjes in een handomdraai. ABC van ons vorstenhuis
- 2003: Kroontjespen, catechismus & mondige ouders. Portret van de Haagse [Sint] Paschalisschool
- 2004: Een Europees Huis. De residentie van de Nederlandse ambassadeur bij de Raad van Europa te Straatsburg (in Frans en Nederlands)
- 2005: Sporen van Oranje
- 2006: 'Deine getreuwe muter allezeit'. Juliana von Stolberg 1506-1580 (in Duits en Nederlands)
- 2008: De Dunne Ditz - Hoe hoort het eigenlijk? (2de druk 2009)
- 2009: Kinderen weten hoe het hoort: de KinderDitz (4de druk 2009)
- 2009: Dutch Ditz - Manners in the Netherlands (2de druk 2011). Dit boek is speciaal bedoeld voor expats die in Nederland verblijven en die onzeker zijn of meer willen weten over de in Nederland geldende omgangsvormen. Algemene omgangsvormen en gebruiken van de Nederlanders worden onder de loep genomen.
- 2010: Der Ditz, oder: Alles was man über die Niederländer wissen sollte. Ten behoeve van een Duitse versie heeft van Ditzhuyzen de DutchDitz flink ‘aufgedeutscht‘, dat wil zeggen, aangepast aan Duitsers en Duitstaligen.
- 2011: OmanDitz. Arabische omgangsvormen en gebruiken
- 2013: Leve de koning(in)! Een vorstelijk boekje voor kinderen (en hun ouders!) (2e druk 2013)
- 2015 [1999]: Hoe hoort het eigenlijk? Sinds 2007: De Dikke Ditz - Hoe hoort het eigenlijk? (41ste druk). In deze geheel herziene druk komen talloze hedendaagse etiquettevraagstukken aan de orde met daarbij veel aandacht voor zakelijke etiquette, moderne communicatiemiddelen en verschillende religieuze omgangsvormen, plus informatie over het beeld dat niet-Nederlanders van Nederlanders hebben en richtlijnen voor internationaal gebruikelijke (zakelijke) etiquette.
- 2015: Liebesbriefe aus Lemberg. Eine Spurensuche um die halbe Welt 1915-2015 (Berger Verlag, Horn, Oostenrijk)
- 2015: Oranje-Nassau. Het biografisch woordenboek (met Nicole Uniquole, beeld, www.oranjenassauboek.nl). Nieuwe, herziene 4de uitgave met bijzondere afbeeldingen, veelal uit het Koninklijk Huisarchief van het in 1992, 1998, 2004 verschenen gelijknamige boek.
- 2016: Das Haus Oranien-Nassau. Biografien und Bilder aus 600 Jahren (vertaling, bewerking en ´Aufdeutschung´ van het hierboven genoemde boek (Aschendorff Verlag, Munster, Duitsland).

### Artikelen (selectie)
- 1981: Biografische schetsen van de staatsraden Cornelius Duplicius de Schepper, Simon van Slingelandt, Nicolaas Calkoen, Hendrik Jacob van Doorn van Westkapelle, Aeneas Mackay van Ophemert, Antonius A.H. Struycken en Frans Beelaerts van Blokland, in: Raad van State 450 jaar
- 1984: Het huis Elsenburg aan de Vecht en zijn eigenaren 1637-1813, in: Jaarboek Centraal Bureau voor Genealogie 38 (1984), p. 176-200.
- 1990: Biografische schetsen van de Eerste Kamerleden Charles I.Ph. de Thiennes de Lombise, Willem Joseph en Arnoud Willem van Brienen van de Groote Lindt, Frans J.J. van Eysinga, Isaac Dignus Fransen van de Putte en Martina Tjeenk Willink, in: Aan deze zijde van het Binnenhof.Gedenkboek t.g.v. het 175-jarig bestaan van de Eerste Kamer der Staten-Generaal.
- 1998: Schipperen met ruimte. Twee eeuwen departementale huisvesting, in: Tweehonderd jaar Ministerie van Buitenlandse zaken (in het Engels en Nederlands)*2002: Ons kent ons. De clientèle van Jan Adam Kruseman', in: Jan Adam Kruseman 1804-1862, A.D. Renting (red.), Nijmegen (Thieme) 2002, p. 31-47
- 2003: Vorstelijke tronen, in: Een vorstelijk archivaris. Opstellen voor Bernard Woelderink. Zwolle (Waanders) 2003, p. 86-95
- 2003: Het sterven van koninkrijken, in: J.L. de Reede / J.H. Reestman (red.): Op het snijvlak van recht & politiek. Opstellen aangeboden aan Professor Mr L. Prakke. Deventer (Kluwer) 2003, p. 49-65
- 2004: Van minnezanger tot morgengave. Rituelen van de liefde, in: Liefde uit de Hermitage, catalogus tentoonstelling Nieuwe Kerk Amsterdam 2004, p. 32-50
- 2005: The ‘creatio doctoris: convergence or divergence of ceremonial forms?, in: Tor Halversen, Atle Nyhagen (ed.): The Bologna Process and the Shaping of the future knowledge societies (Conference Report from the Third Conference on Knowledge and politics), Universiteit van Bergen, Noorwegen, 2005, p. 128-140
- 2008: Selbstdarstellung der Universität – Feiern und Zeremoniell am Beispiel der Doktorpromotionen, in: Rainer C. Schwinges (Hg.): Universität im öffentlichen Raum, Veröffentlichungen der Gesellschaft für Universitäts- und Wissenschaftsgeschichte (GUW), Band 10, Basel 2008, p. 45-76
- 2008: Hora est. Promoveren van Utrecht tot Uppsala, in: M, maandblad van NRC/Handelsblad, november 2008, p. 18-31